# Le Hézo
Le Hézo är en kommun i departementet Morbihan i regionen Bretagne i nordvästra Frankrike. Kommunen ligger i kantonen Vannes-Est som tillhör arrondissementet Vannes. År 2022 hade Le Hézo 898 invånare.

## Befolkningsutveckling
Antalet invånare i kommunen Le Hézo
| Referens: INSEE |